# 江華島
江華島（カンファド、こうかとう、朝鮮語: 강화도）は、大韓民国（韓国）のソウル特別市の北西の京畿湾（黄海）に位置する島。行政上は仁川広域市江華郡に属する。日本では「こうかとう」の読みが馴染み深い。

## 地理
島の面積は周辺の小島を含め408 km2で、韓国の島では5番目の大きさである。韓国を代表する川のひとつである漢江の河口に位置する比較的平坦な島で、水田や朝鮮人参（高麗人参）畑が広がっており、最高峰は島の南にある摩尼山（マニサン、마니산）で標高468 mである。人口は7万387人（1995年）。
かつては京畿道江華郡であったが、1995年に仁川広域市江華郡となった。
対岸（韓国本土）の京畿道金浦市とは江華大橋（全長694 m）と江華草芝大橋（全長1200 m）によって繋がっている。このため、仁川広域市の飛地といえる。
南北休戦ライン近くにあり、島の北側は海を隔てて朝鮮民主主義人民共和国（北朝鮮）統治地域と至近距離で向き合っている。このため防衛上、北部の一部は民間人出入統制区域として立ち入りが規制されている。現に過去には北朝鮮の工作員が度々潜入してきていた。

## 歴史
紀元前から人が住んでいた痕跡があり、世界遺産に登録されている支石墓が有名である。
韓国では、江華島は檀君王倹がはじめて降臨した地と広く認識されている。摩尼山頂上の北西側にある塹城檀は檀君が檀紀54年に祭祀を行った場所とされ、韓国の祝日で檀君が朝鮮を建国した日とされる開天節（10月3日）には祭りも行われているが、伝承の根拠は不明である。なお檀君神話をはじめて記述した『三国遺事』に檀君と江華島を関連付ける記述は一切ない。
かつての李氏朝鮮時代においては謀反を起こした王族や官僚たちの流刑地としても活用されていた。

### 年表
- 13世紀前半、元が朝鮮半島に侵攻（モンゴルの高麗侵攻）。
- 1232年、高麗朝廷がモンゴルの侵攻に耐えかね、首都の開京を放棄し、江華島への遷都が行われた。江華の名称は江都に変わった。また、国難退散を願い、島内で高麗八万大蔵経の製作が行われた。
- 1270年、高麗は江都を放棄。開京に還都した。
- 1637年、清が朝鮮に侵攻（丙子の乱）。清軍により江華島が陥落。
- 1656年、江華島の南東の海岸線に、草芝鎮（チョジジン、초지진）と呼ばれる砲台を建設。
- 1866年、フランスにより一時占拠される（丙寅洋擾）。
- 1871年、ジェネラル・シャーマン号事件を受けてアメリカの艦隊により一時占拠される（辛未洋擾）。
- 1875年、島に接近した日本海軍の軍艦雲揚に、草芝鎮から砲撃が加えられる（江華島事件）。
- 1951年、江華良民虐殺事件。
- 1970年、江華橋が開通し、陸地と繋がる。
- 1995年、京畿道から仁川広域市に編入。
- 1997年、新江華大橋が開通。
- 2024年 - 北朝鮮側からスピーカーで流されるプロパガンダ放送が激化。夜間、戦場における断末魔の叫びのような声や銃声、爆発音が流されるようになる[3]。

## 産業
忠清南道錦山郡と並ぶ韓国有数の朝鮮人参（高麗人参）の産地として知られる。
江華島の名産に、スンムゥと呼ばれる蕪がある。一般的には赤い蕪が知られるが、白色のものもある。16世紀の朝鮮時代にはすでに食べられており、蕪の赤い色から宮中料理、貴族や富裕層の料理においては赤色の彩りのための食材としても使われた。